# برج لایتهاوس
برج لایتهاوس، (به انگلیسی: Lighthouse Tower) آسمان‌خراش ۶۴ طبقه به ارتفاع ۴۰۲ متر و مساحت زیربنای ۸۴٬۰۰۰ متر مربع (۹۰۴٬۱۶۸ فوت مربع)، با کاربری اداری-تجاری است، که در شهر دبی، امارات متحده عربی مستقر می‌باشد. پروژه ساخت این ساختمان در سال ۱۹۹۹ آغاز شد و انتظار می‌رفت که در سال ۲۰۱۲ تکمیل گردد ولی در نیمه‌های ساخت، پروژه آن متوقف گردید.